# Agrilus ineditus
Agrilus ineditus é uma espécie de inseto do género Agrilus, família Buprestidae, ordem Coleoptera.
Foi descrita cientificamente por Chevrolat, em 1838.